# Campionati europei di canottaggio 1897
I Campionati europei di canottaggio 1897 si disputarono a Pallanza (Italia) e furono la V edizione dei Campionati europei di canottaggio.

## Programma
Le quattro gare si svolsero nella giornata dell'8 settembre 1897.
8 settembre
- 15:00: Coppa della Francia (Quattro con, 2000 m)
- 16:00: Coppa del Belgio (Singolo, 2000 m)
- 17:00: Coppa dell'Adriatico (Due con, 2000 m)
- 18:00: Coppa d'Italia (Otto, 2000 m)

## Podi
| Gara        | Oro | Oro   | Argento | Argento | Bronzo | Bronzo |
| ----------- | --- | ----- | --- | ------- | --- | ------ |
| Singolo     | Belgio Joseph Deleplanque | 8'55" | Italia Fiorenzo Pagliano | 9'12"5  | – |        |
| Due con     | Belgio Edouard Lescrauwaet Eugene Govaerts n.d. (tim.)                                                                                         | 8'36" | Francia Carlos Deltour Antoine Védrenne Dubordieu (tim.)                                                                                         | 8'50"5  | Italia M. Bonoldi A. De Marchi Gerini n.d. (tim.)                                                                 | 8'58"  |
| Quattro con | Belgio Francois Goosens Francois Janssen Léopold De Bloe Georges Boisson n.d. (tim.)                                                           | 7'46" | Italia Ezio Carlesi Silvio Saettini Ettore Sebastiani Alberto Bertolani n.d. (tim.)                                                              | 7'52"   | Francia Laurent Guillon Merat Lelarge n.d. (tim.)                                                                 | n.d.   |
| Otto        | Belgio Edouard Lescrauwaet Eugene Govaerts Adolphe Lippens Maurice Hemelsoet Charles Malis van Weddingen Arthur de Meyer Louis Lys n.d. (tim.) | 6'43" | Italia Ernesto Vettori Italo Ponis Cino Ceni Alberto Grazzini Ottorino Castagnoli Giorgio Bensa Giuseppe Belli Cesare Galardelli G. Pucci (tim.) | 6'44"5  | Francia Deguine Maurice Carton Emile Lejeune Gadebled P. Henin G. Vanheeckoet G. Henin P. Vanheeckoet n.d. (tim.) | 6'47"  |

## Medagliere
| Pos.   | Nazione  |   |   |   | Totale |
| ------ | -------- | - | - | - | ------ |
| 1      | Belgio   | 4 | 0 | 0 | 4      |
| 2      | Italia   | 0 | 3 | 1 | 4      |
| 3      | Francia  | 0 | 1 | 2 | 3      |
| 4      | Svizzera | 0 | 0 | 0 | 0      |
| Totale | Totale   | 4 | 4 | 3 | 11     |